# Svend Olsen

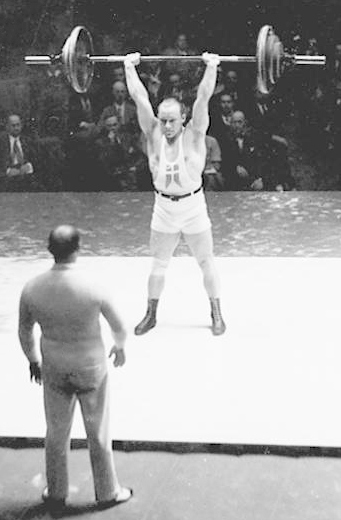
Svend Olsen, 1932

Svend Egil Benjamin Olsen (* 17. Oktober 1908 in Lodberg, Thisted, Nordjylland, Dänemark; † 13. Dezember 1980 in Hundested, Halsnaes, Hovestaden, Dänemark) war ein dänischer Gewichtheber. Er gewann bei den Olympischen Spielen 1932 in Los Angeles eine Silbermedaille im Halbschwergewicht.

## Werdegang
Der Gewichtheber Svend Olsen war Mitglied des Idratsklubben af 1899 Kopenhagen. Er war ein blonder, mittelgroßer, etwas untersetzter Sportler, der mit einer hervorragenden Technik ausgestattet war. Das zeigte sich vor allem bei seinen Leistungen im Reißen und Stoßen.
1929 machte er erstmals nachhaltig auf sich aufmerksam, als er mit einer Leistung von 462,5 kg im Fünfkampf (einarmiges Reißen, einarmiges Stoßen, beidarmiges Reißen, beidarmiges Drücken und beidarmiges Stoßen) dänischer Meister im Mittelgewicht wurde. Dabei erzielte er u. a. im beidarmigen Reißen 95 kg und im beidarmigen Stoßen 125 kg. Beides Leistungen, mit denen er in der damaligen Zeit schon zur erweiterten Weltspitze gehörte.
1931 gewann Svend Olsen bei der Europameisterschaft in Luxemburg im Halbschwergewicht mit 342,5 kg (97,5-105-140) im olympischen Dreikampf (beidarmiges Drücken, Reißen und Stoßen) hinter dem Ägypter Hussein Moukhtar, 357,5 kg (100-112,5-145) und dem Luxemburger Nikolaus Scheitler, 350 kg (102,5-110-137,5) die Bronzemedaille.
Im Frühjahr 1932 erzielte Svend Olsen in Kopenhagen mit 119 kg im beidarmigen Reißen und mit 155 kg im beidarmigen Stoßen im Halbschwergewicht zwei neue Weltrekorde. Seine Leistung von 372,5 kg im olympischen Dreikampf bedeutete eine inoffizielle Weltbestleistung. Weltrekorde wurden zu dieser Zeit nur in den jeweiligen Einzeldisziplinen geführt. Auf Grund dieser Leistungen galt er bei den Olympischen Spielen 1932 in Los Angeles als eigentlicher Favorit. Er enttäuschte dort auch keineswegs und erzielte im olympischen Dreikampf (OD) 360 kg (102,5-107,5-150), musste sich aber dem erfahrenen Franzosen Louis Hostin, der auf 365 kg (102,5-112,5-150) kam, knapp geschlagen geben. Er gewann damit die olympische Silbermedaille.
Svend Olsen beendete schon 1933 seine Laufbahn als Gewichtheber und trat als professioneller Kraftathlet in Zirkussen auf.

## Internationale Erfolge
| Jahr | Platz  | Wettbewerb        | Gewichtsklasse | Ergebnisse |
| 1931 | 3.     | EM in Luxemburg   | Halbschwer     | mit 342,5 kg (97,5-105-140), hinter Hussein Moukhtar, Ägypten, 357,5 kg (100-112,5-145) und Nikolaus Scheitler, Luxemburg, 350 kg (102,5-110-137,5) |
| 1932 | Silber | OS in Los Angeles | Halbschwer     | mit 360 kg (102,5-107,5-150), hinter Louis Hostin, Frankreich, 365 kg (102,5-112,5-150), vor Henry Duey, USA, 330 kg (92,5-105-132,5)               |

Erläuterungen
- beide Wettbewerbe im olympischen Dreikampf, bestehend aus beidarmigem Drücken, Reißen und Stoßen
- OS = Olympische Spiele, EM = Weltmeisterschaft
- Mittelgewicht, damals Gewichtsklasse bis 75 kg, Halbschwergewicht, bis 82,5 kg Körpergewicht